# Світлий (Гагаузія)
Сві́тлий (Деневіца, рум. Svetlîi) — село (в минулому селище) в Комратському окрузі Гагаузії Молдови, є центром комуни, до якої також відноситься село Олексієвка.
Село розташоване на річці Великий Ялпуг.
Населення утворюють в основному гагаузи — 730 осіб, живуть також болгари  — 513, українці — 227, молдовани — 196, росіяни — 186, цигани — 3, поляки — 1, інші — 27.